# Al-Hussayn ibn Alí ibn Abi-Tàlib

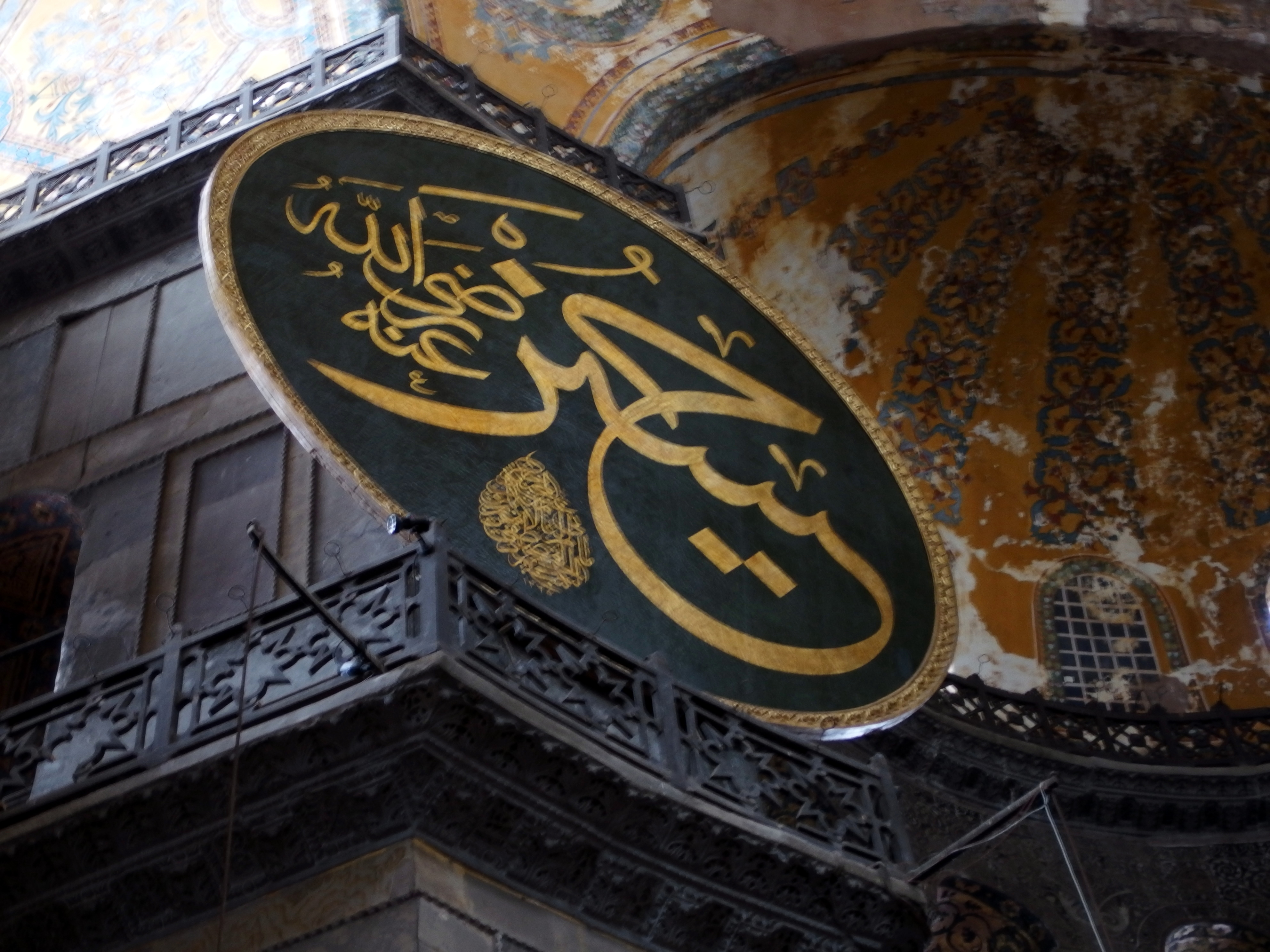
Al-Hussayn ibn Alí.

Al-Hussayn ibn Alí ibn Abi-Tàlib (àrab: الحسین بن علی بن أبي طالب, al-Ḥusayn ibn ʿAlī ibn Abī Ṭālib) (c. 630 - 680) fou el segon fill d'Alí ibn Abi-Tàlib i de la filla de Mahoma, Fàtima az-Zahra. És un personatge venerat per l'islam xiïta, que commemora el seu martiri en una festivitat anomenada Aixura, i és respectat així mateix pels musulmans sunnites per la seva pertinença a l'Ahl al-Bayt o casa de Mahoma. La seva suposada relíquia en la mesquita d'al-Hussayn del Caire ha estat tradicionalment objecte de veneració pels musulmans egipcis sunnites (encara que avui es tendeix a admetre comunament que la resta conservada no és l'autèntic crani de al-Hussayn). Fàtima az-Zahrà va morir jove, deixant al-Hussayn i el seu germà al-Hàssan orfes de mare. Sembla que ambdós germans van tenir una molt bona relació amb el seu avi, el profeta Mahoma i van heretar les disputes en les quals es va veure involucrat el seu pare Alí pel califat. Al-Hussayn es va casar amb Shahrbanu (en àrab شهر بانو), una de les filles de l'últim emperador sassànida, Isdigerdes III.

## Lluita pel califat

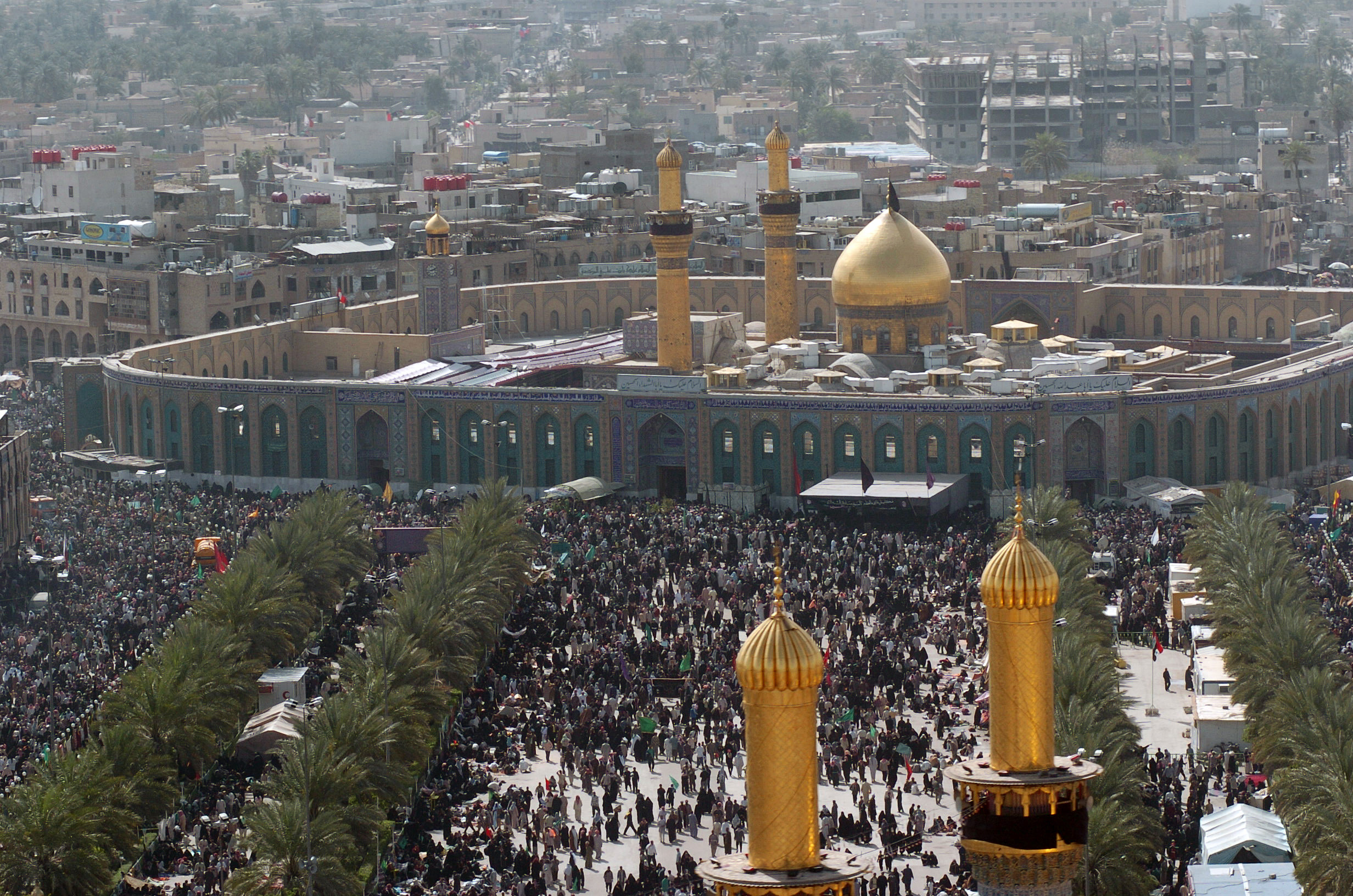
Mesquita Al-Hussayn ibn Alí de Karbala (Iraq).

Després de l'assassinat del califa Uthman ibn Affan el 656 acusat diverses vegades d'ignorar l'Alcorà, els omeies van fugir de Medina i l'oposició va poder controlar la situació i es va demanar a Alí ibn Abi-Tàlib, pare d'al-Hussayn d'acceptar el califat, que suposadament va rebre el 18 de juny del 656 esdevenint així el quart califa ortodox. En acceptar el nomenament de part d'algunes de les persones que havien participat en la mort d'Uthman, va ser acusat de participació en el crim, especialment per Muàwiya ibn Abi-Sufyan, governador de Síria i cosí d'Uthman i la seva legitimitat va ser contestada, donant lloc a una guerra civil que dividiria els musulmans en tres grups: els alides), els kharigites i els sunnites. En la batalla de Siffín del 28 de juliol del 657 es va decidir resoldre el conflicte consultant el llibre sant; la qüestió fou sotmesa a arbitratge.
Un kharigita anomenat Ibn Múljam, en venjança per la matança de Nahrawan, va matar Alí ibn Abi-Tàlib amb una espasa enverinada a la porta d'una mesquita a Kufa, residència del califa, el 25 de gener del 661, i fou enterrat en un lloc secret que, en temps d'Harun ar-Raixid, fou identificat com un llogaret proper a Kufa, on va sorgir un santuari que va donar origen a la ciutat de Najaf o An-Najaf. Al-Hàssan ibn Alí, que només governava la zona al voltant de Kufa, va signar un tractat de pau amb Muàwiya, lliurant-li el poder a condició que fos just per al poble i el mantingués segur, amnistiés els seus seguidors i que després de la seva pròpia mort no establís una dinastia. L'any 661, Muàwiya va ser coronat com a califa en una cerimònia a Jerusalem. El califat d’Alí havia durat quatre anys. Després del tractat amb al-Hàssan, Muàwiya va governar durant gairebé 20 anys, la majoria dels quals expandint l'estat.

## Després de la fitna
Al-Hàssan ibn Alí i Al-Hussayn es van retirar a Medina, intentant mantenir-se al marge de la implicació política a favor o en contra de Muàwiya. Al-Hàssan, el fill gran d'Alí, morí el 661 i Al-Hussayn esdevé el pretendent alida al títol de califa per la dignitat que li confereix ser fill de califa i net del profeta. Després de la mort d'Hassan, quan els iraquians es van dirigir a Hussayn, pel que fa a un aixecament, Hussayn els va ordenar que esperessin mentre Muawiya fos viu a causa del tractat de pau entre Al-Hàssan i Muàwiya. En l'any 680 Muàwiya mor a Damasc, amb el qual queda oberta de nou la qüestió de la successió al califat, ja que en aquells dies encara no s'havia establert que la dignitat de califa hauria de ser hereditària, encara que tant els omeies com els alides ho pretenien. Muàwiya abans de morir va intentar forçar el pas d'un sistema electiu a un hereditari, en contra del tractat entre Al-Hàssan i Muàwiya, proclamant hereu el seu fill Yazid, que fou aclamat com nou califa a Damasc, però això fou contestat en bona part de l'imperi islàmic, entre ells els alides. Yazid va exigir que Hussayn li jurés lleialtat i Al-Hussayn s'hi va negar i va abandonar Medina, la seva ciutat natal, per refugiar-se a la Meca l'any 679. Kufa havia estat la capital califal durant els regnats del seu pare i el seu germà, i els kufans, que havien lluitat contra els omeies i els seus aliats sirians durant la guerra civil que va establir el califat omeia, estaven insatisfets amb l'abdicació d'Al-Hàssan i molt ressentits del govern omeia, així que van enviar cartes a Al-Hussayn demanant-li que fos el seu imam i li van jurar la seva lleialtat per liderar una rebel·lió contra Yazid, a la qual cosa al-Hussayn accedeix.
Al-Hussayn va enviar el seu cosí Muslim ibn Aqil per avaluar la situació a Kufa, atraient un suport generalitzat i va informar Al-Hussayn de la situació, suggerint que s'hi unís. El governador local an-Numan ibn Baixir estava assabentat de la seva presència però va preferir evitar un enfrontament, fet que fou interpretat com una debilitat pels agents omeies, que en van informar el califa Yazid el qual va enviar com a nou governador a Ubayd-Al·lah ibn Ziyad, governador de Bàssora, amb ordre de desterrar Múslim. Aquest es va amagar i va planejar un atemptat contra el governador que per raons incertes no es va arribar a produir tot i tenir l'ocasió per fer-ho. Quan s'anava a detenir Múslim aquest va optar per proclamar la revolta (el 3, 8, 9 o 10 de setembre del 680) i va poder reunir quatre mil homes, els quals va organitzar militarment i amb els quals es va dirigir a la ciutadella del governador, però aquest va aconseguir separar de Múslim alguns caps tribals i al final del dia només li quedaven 30 homes que a la nit també van desertar. Múslim es va perdre pels carrers de Kufa fins que es va poder amagar a casa d'una dona anomenada Tawa, el fill de la qual, Bilal, era mawla de Muhàmmad ibn al-Àixath, la qual el va allotjar però el fill Bilal va avisar el governador. Ubayd-Al·lah ibn Ziyad va enviar uns 70 homes a la casa i Múslim els va fer front i va causar fortes pèrdues als assaltants; per evitar la destrucció de la casa Ibn al-Àixath va donar aman a Múslim que estava ferit i cansat i va acceptar rendir-se. Lliurat a Ubayd-Al·lah, no va respectar l'aman i el va fer executar. Al-Hussayn que ja havia sortit de la Meca per anar a Kufa, va conèixer la notícia però va decidir seguir avançant.

## Batalla de Karbala

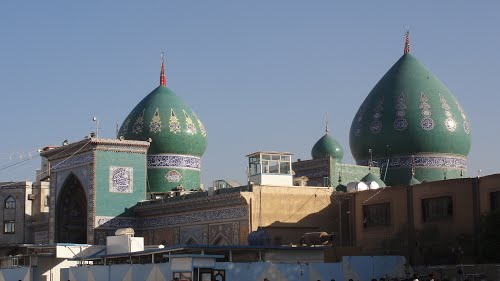
Memorial al campament d'Al-Hussayn a Karbala

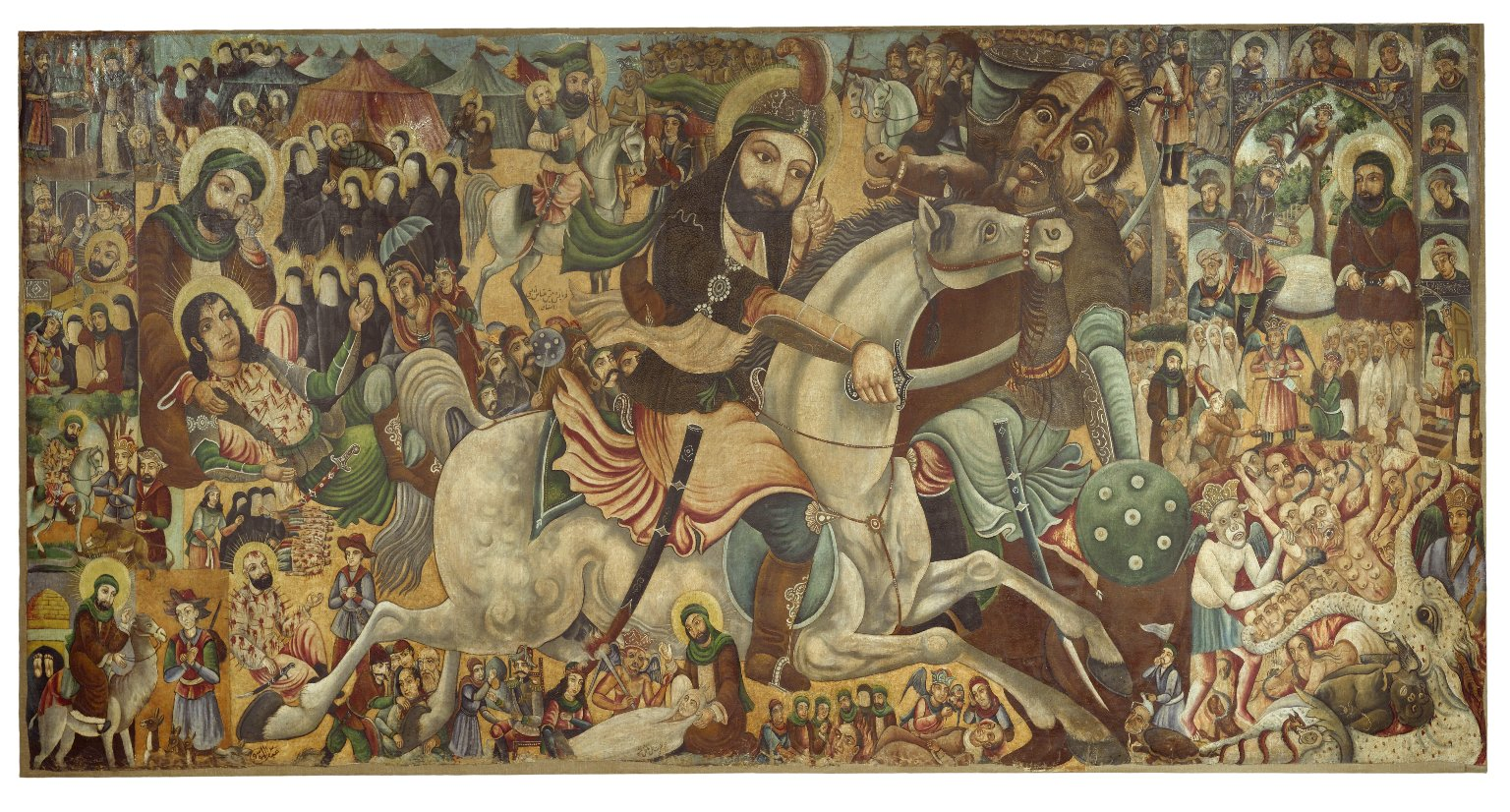
La batalla de Karbala

Yazid va enviar un exèrcit de 3.000 homes comandat pel governador omeia Ubayd-Al·lah ibn Ziyad a interceptar al-Hussayn i els 72 guerrers que l'acompanyen. Van ser sorpresos a dos dies de camí de Kufa per l'avantguarda de l'exèrcit, d'uns mil homes comandats per Hurr ibn Yazid al-Riyahi i les negociacions van fracassar després que Ubayd-Al·lah ibn Ziyad negués el pas segur d'al-Hussayn sense sotmetre's a la seva autoritat, una condició declinada per Hussayn i no els va permetre tornar a Medina, havent d'acampar a Karbala, sense accés a l'aigua de l'Eufrates, i a prop d'al-Riyahi.
Ubayd-Allah ibn Ziyad va ordenar a Úmar ibn Sad que ataqués immediatament sota un sol ardent, cosa que va succeir el 9 d'octubre al vespre, però es va donar una treva fins l'endemà perquè els seguidors d'al-Hussayn poguessin pregar tota la nit. Al-Hussayn, durant la nit, va donar permís als seus seguidors per marxar en la foscor, però tots es van quedar, a més d'unir-se'ls Hurr ibn Yazid i el seu fill, penedits, per defensar la família de Mahoma. S'entaulà al matí la desigual batalla de Karbala, d'especial rellevància pel xiisme que va acabar el 10 d'octubre, i en la qual els supervivents, entre ells al-Hussayn, van ser torturats i assassinats. Únicament es va perdonar la vida al fill menor d'al-Hussayn, Alí Zayn-al-Abidín, i a les dones de la caravana, que van ser conduïdes a Damasc per a ser venudes com a esclaves. El cos d'al-Hussayn va ser enterrat a Karbala, i el seu cap dut també a Damasc per a lliurar-lo al califa.

## Significat d'al-Hussayn

Control del territori el 686 durant la segona fitna

La batalla va ser l'inici de la segona fitna, durant la qual els iraquians van organitzar dues campanyes separades per venjar la mort d'Husayn. El primer dels Tawwabin d'Abd-Al·lah ibn az-Zubayr i l'altre de Mukhtar al-Thaqafi i els seus partidaris que va acabar amb la mort en combat de Al-Mukhtar ibn Abi-Ubayd ath-Thaqafí el 687 i la recuperació de l'Iraq per l'omeia Abd-al-Màlik ibn Marwan el 691 després de la batalla de Dayr al-Jathalik, va ocupar la Meca el 692 i la mort al camp de batalla d'Abd-Al·lah ibn az-Zubayr el 3 de novembre del 692.
La batalla de Karbala va impulsar el desenvolupament del partit pro-Alida (Shi'at Ali) en una secta religiosa única amb els seus propis rituals i memòria col·lectiva. Té un lloc central en la història, la tradició i la teologia xiïtes, i s'ha explicat amb freqüència a la literatura xiïta. Per als xiïtes, el patiment i el martiri d'al-Hussayn es van convertir en un símbol de sacrifici en la lluita pel bé contra el mal, i per la justícia i la veritat contra la injustícia i la falsedat. També proporciona als membres de la fe xiïta un catàleg de normes d'heroicitat.
El martiri d'al-Hussayn a Karbala, el 10 de muhàrram de l'any 60 de l'Hègira (10 d'octubre del 680), es commemora anualment en les zones de població xiïta amb els rituals del dol de Muhàrram que culminen en la festivitat anomenada Aixura, en la qual penitents desfilen pels carrers flagel·lant-se i copejant-se per a rememorar el sofriment d'al-Hussayn, d'una manera semblant a la celebració de la Setmana Santa en alguns països catòlics. Cal dir que l'Aixura ja era una festa religiosa en el moment de la batalla de Karbala, raó per la qual els sunnites també la celebren, encara que d'una altra manera i per altres raons. Aquesta celebració és particularment important a Karbala. A al-Hussayn se li dona amb freqüència el nom de Sayyid aix-Xuhadà' (سيد الشهداء) o «senyor dels màrtirs».
Sobre el lloc on, segons la tradició, va ser enterrat el cos d'al-Hussayn, s'aixeca avui la Tomba de l'imam Hussayn, un dels principals llocs sagrats dels xiïtes, la construcció inicial dels quals és quatre anys posterior a la mort de l'imam. El crani d'al-Hussayn es conserva, segons la tradició, en un mausoleu annex a la mesquita dels Omeies de Damasc, lloc que és objecte també de peregrinació xiïta. Una tradició, no obstant això, diu que el cap va ser dut en algun moment a Karbala, i una altra que va ser dut al Caire pels fatimites, i es conserva en la mesquita anomenada, en honor seu, Mesquita Al-Hussayn.